# Schaftdolde
Die Schaftdolde (Hacquetia epipactis) ist die einzige Art der Pflanzengattung Hacquetia innerhalb der Familie der Doldenblütler (Apiaceae).

## Beschreibung

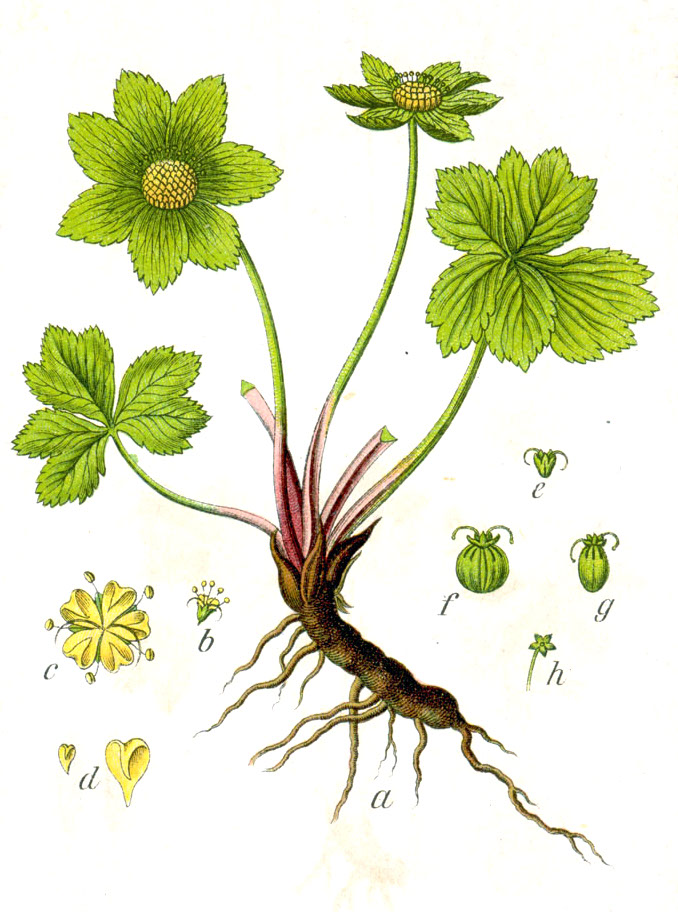
Illustration aus Sturm

### Vegetative Merkmale
Die Schaftdolde ist eine ausdauernde, krautige Pflanze und erreicht Wuchshöhen von 20 bis 25, selten nur 10 Zentimetern. Sie hat eine kurze, kriechende Grundachse. Sie bildet ein bis zwei unverzweigte Stängel, die am Grund von häutigen Blattscheiden eingehüllt sind.
Die meist zwei Laubblätter sind grundständig und Blattstiel sowie -spreite gegliedert. Der relativ lange Blattstiel ist dreikantig. Die Blattspreite ist bei einer Länge von etwa 5 Zentimetern sowie einer Breite von etwa 6 Zentimetern handförmig drei- (selten bis fünf-)fach geteilt. Die einzelnen Blattabschnitte sind bei einer Länge von 2 bis 4 Zentimetern eiförmig-keilförmig, dabei im oberen Bereich gelappt und gezähnt, diese Zähne enden in einer Borste. 

### Generative Merkmale
Die Blütezeit reicht von April bis Mai. Der endständige, einfache doldige Blütenstand ist von fünf, selten sechs, blattartigen, gelblich-grünen Hüllblättern umgeben. Die Hüllblätter sind 2 bis 3 (selten nur 1) Zentimeter lang und bis zu 1,5 Zentimeter breit.
Die äußeren Blüten sind männlich, ungleich lang gestielt und haben rund 0,5 Millimeter lange Kelchblätter. Die inneren Blüten sind zwittrig, sitzend und haben stachelspitzige Kelchblätter von etwa 1 Millimeter Länge. Die Kronblätter aller Blüten sind grünlichgelb, etwa 1,5 Millimeter lang und sind am oberen Ende ausgerandet und verschmälern sich in ein eingeschlagenes Läppchen.
Die kahle Frucht ist ungeschnäbelt, bei einer Länge von etwa 4 Millimetern eiförmig, an den Seiten leicht abgeflacht deutlich gerippt. Die Ölstriemen stehen einzeln unter den Hauptrippen. Das Griffelpolster ist ringförmig. Zur Reife ist die Frucht schwarz.
Die Chromosomenzahl beträgt 2n = 16.

## Vorkommen

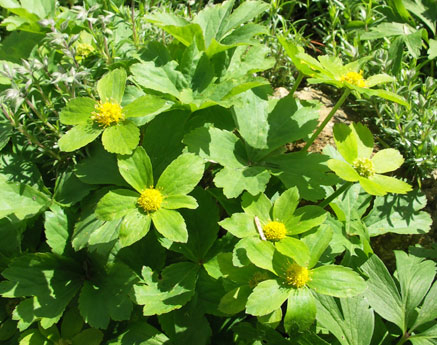
Habitus

Die Schaftdolde kommt von Italien (Friaul) und Österreich über Slowenien bis ins westliche Kroatien vor, außerdem in den Sudeten und den Nordkarpaten in Tschechien und Polen vor. Es gibt Fundortangaben für die Länder Österreich, Tschechien, die Slowakei, Polen, Italien, Slowenien und Kroatien.
In Österreich kommt sie zerstreut bis selten in Südkärnten vor, unbeständig in Oberösterreich und der Steiermark. In Bayern tritt sie im Raum Kaufbeuren „verschleppt“ auf. 
Die Schaftdolde wächst in lichten, frischen Edellaubwäldern und Erlengebüschen, auch in Fichtenforsten. In Südosteuropa wächst sie im Hacquetio-Fagetum. Sie ist kalkliebend und steigt bis in die subalpine Höhenstufe.

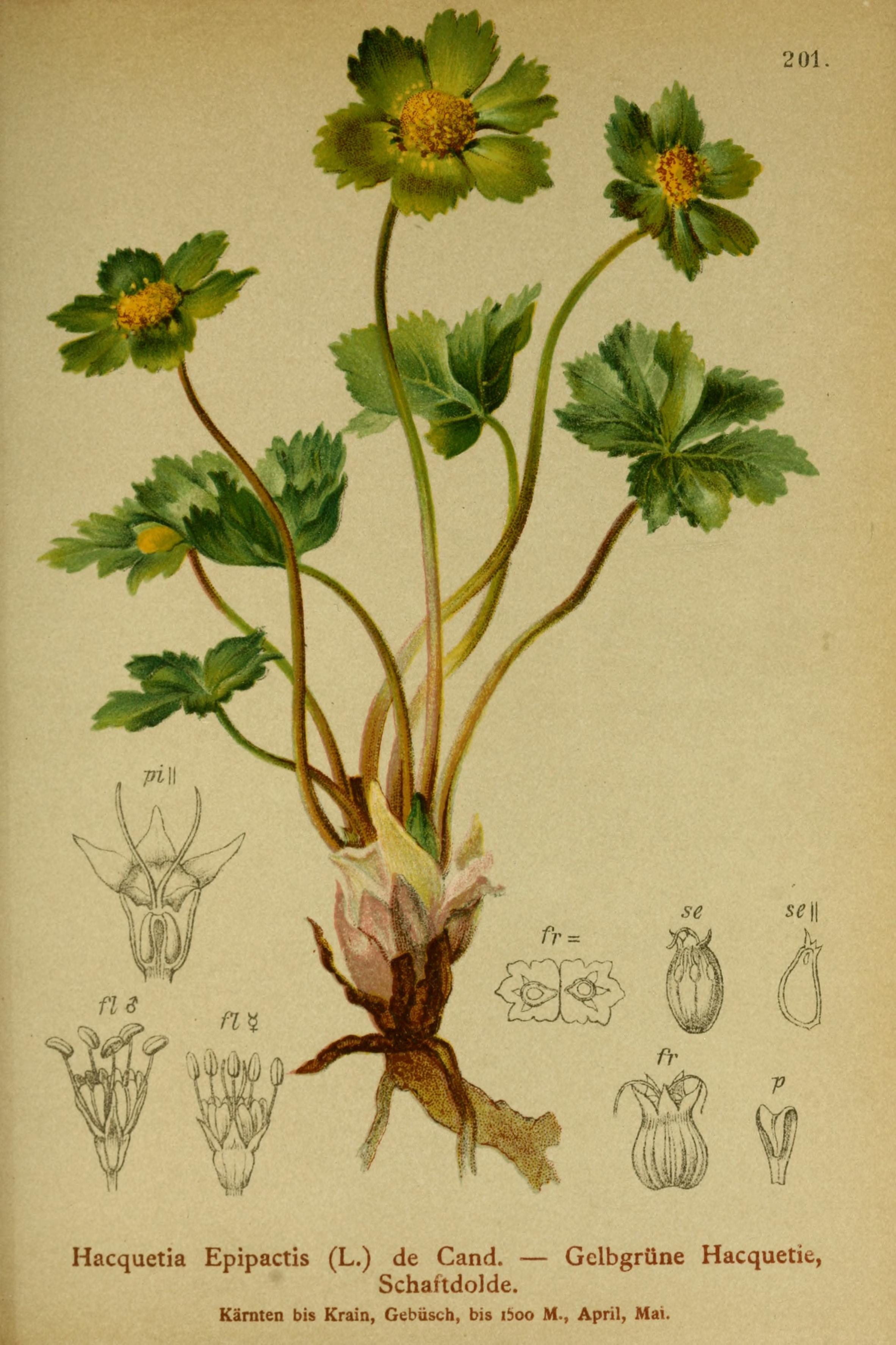
Illustration aus Atlas der Alpenflora, 1882

## Taxonomie
Die Erstveröffentlichung erfolgte 1771 unter dem Namen (Basionym) Astrantia epipactis durch Giovanni Antonio Scopoli in Flora Carniolica ..., 2. Auflage, Band 1, S. 185 als erstbeschrieben. Die Neukombination zu Hacquetia epipactis (Scop.) DC. wurde 1830 durch Augustin-Pyrame de Candolle in Prodromus Systematis Naturalis Regni Vegetabilis ..., Band 4, S. 85 veröffentlicht. Der Gattungsname Hacquetia ehrt den österreichischen Arzt und Botaniker Belsazar Hacquet (1739/1740–1815).
Hacquetia epipactis (Scop.) DC. ist die einzige Art der Gattung Hacquetia Neck. aus der Tribus Saniculeae in der Unterfamilie Apioideae innerhalb der Familie Apiaceae.

## Nutzung
Die Schaftdolde wird selten als Zierpflanze verwendet.